# Zurab Mtchedlishvili
Pas d'image ? Cliquez ici

a Compétitions nationales et continentales officielles uniquement.

b Matchs officiels uniquement.
Dernière mise à jour le 15 septembre 2018.
Zurab Mtchedlishvili (en géorgien : ზურაბ მჭედლიშვილი et phonétiquement en français : Zourab Mtjédlichvili), né le 22 octobre 1971 à Tbilissi, est un joueur de rugby à XV, qui joue avec l'équipe de Géorgie, évoluant au poste de deuxième ou troisième ligne (1,92 m pour 107 kg).

## Carrière de joueur

### En club
- Stade olympique millavois : 1999-2001
- SC Albi : 2001-2002
- Stade Domont : 2002-2014

Il prend sa retraite sportive à la fin de la saison 2013-2014.

### En équipe de Géorgie
- Il a disputé son premier match avec l'équipe de Géorgie le 25 mars 1995 contre l'équipe de Moldavie.

## Palmarès

### En équipe de Géorgie
- 45 sélections
- 11 fois capitaine
- 4 essais, 20 points
- Sélections par année : 1 en 1995, 1 en 1996, 2 en 1997, 5 en 1998, 2 en 1999, 5 en 2000, 4 en 2001, 5 en 2002, 9 en 2003, 2 en 2004, 1 en 2005, 1 en 2006

### Coupe du monde
- 2003 : 3 sélections (Angleterre, Samoa, Uruguay).
- 2007 : 1 sélection (France)